# Улдза-Торейская высокая равнина
Улдза́-Торе́йская высо́кая равни́на — природный округ в Забайкальском крае России, характеризующийся преобладанием сухостепных и луговых ландшафтов. На севере и западе ограничена хребтом Эрмана и Хангилайским хребтом, на востоке и юго-востоке — системой хребтов, расположенных от реки Шилка до реки Аргунь; на юге равнина продолжается на территории Монголии и Китая.
Название равнины происходит от реки Улдза и Торейских озёр, в которые эта река впадает с юга.

## Характеристика
Улдза-Торейская высокая равнина относится к впадинам гобийского типа. В геолого-геоморфологическом отношении представляет собой северную часть более крупной морфоструктуры — Улдза-Хайларской или Далайнорской равнины, расположенной на смежной территории трех государств: Китая, Монголии и России.
Основная часть равнины расположена на высоте 600—700 м, осложняясь местами холмами, грядами и сопками с относительными превышениями от десятков до 200—250 м. Вверх по течению рек равнина как бы вдаётся в окружающие её хребты, при этом характер сочленения с хребтами преимущественно плавный. Основные ландшафты равнины — степи, луговые равнины, солончаки, озёра. Улдза-Торейская равнина является областью относительного погружения, что объясняет присутствие здесь многочисленных крупных и мелких озёр и солончаков.

## Части равнины
В морфоструктурном отношении частями Улдза-Торейской равнины являются:
- Боржигантайская впадина
- Борзинская впадина
- Торейская впадина
- Тунгиро-Харанорская впадина